# Campeonato Asiático de Atletismo em Pista Coberta de 2008
A 3ª edição do Campeonato Asiático de Atletismo em Pista Coberta foi o evento esportivo organizado pela Associação Asiática de Atletismo (AAA) no ASPIRE Dome, em Doha no Catar no período de 14 e 16 de fevereiro de 2008. Foram disputados 26 provas no campeonato, no qual participaram 202 atletas de 29 nacionalidades. 

## Medalhistas
Masculino
| Evento                   | Ouro                                                                                 | Ouro       | Prata                                                                                       | Prata    | Bronze                                                                          | Bronze   |
| 60 m                     | Samuel Francis · Catar                                                               | 6.62       | Leung Chun Wai · Hong Kong                                                                  | 6.79     | Vyacheslav Muravyev · Cazaquistão                                               | 6.79     |
| 400 m                    | Liu Xiaosheng · China                                                                | 47.82      | Sergey Zaikov · Cazaquistão                                                                 | 48.12    | Ali Shirook · Emirados Árabes Unidos                                            | 48.24    |
| 800 m                    | Yusuf Saad Kamel · Bahrein                                                           | 1:48.03 =  | Ehsan Mohajer Shojaei Irão                                                                  | 1:48.68  | Masato Yokota · Japão                                                           | 1:49.30  |
| 1500 m                   | Thamer Kamal Ali · Catar                                                             | 3:40.86    | Chatholi Hamza · Índia                                                                      | 3:41.18  | Abubaker Ali Kamal · Catar                                                      | 3:42.50  |
| 3000 m                   | Sultan Khamis Zaman · Catar                                                          | 7:49.31    | Surendra Singh · Índia                                                                      | 7:49.47  | James Kwalia · Catar                                                            | 7:50.76  |
| 60 m com barreiras       | Ji Wei · China                                                                       | 7.79       | Abdul Rashid · Paquistão                                                                    | 7.98     | Muhammad Sajjad · Paquistão                                                     | 8.01     |
| Revezamento 4x400 m      | Arábia Saudita · Yonas Al-Hosah · Ali Al-Deraan · Ismail Al-Sabiani · Edrees Hawsawi | 3:14.25    | Índia · V. B. Bineesh · Gurvinder Pal Singh · Virender Kumar Pankaj · Thannickkal Aboobcker | 3:16.53  | Catar · Mohamed Sagayroon · Adam Ali · Musaeb Abdulrahman Balla · Azmy Sulaiman | 3:17.93  |
| Salto em altura          | Sergey Zasimovich · Cazaquistão                                                      | 2.24       | Majed Al-Din Ghazal Síria                                                                   | 2.21     | Rashid Al-Mannai · Catar                                                        | 2.18     |
| Salto com vara           | Daichi Sawano · Japão                                                                | 5.45       | Takafumi Suzuki · Japão                                                                     | 5.35     | Leonid Andreev · Uzbequistão                                                    | 5.35     |
| Salto em distância       | Mohammed Al-Khuwalidi · Arábia Saudita                                               | 8.24       | Saleh Al-Haddad · Kuwait                                                                    | 7.88     | Hussein Al-Sabee · Arábia Saudita                                               | 7.72     |
| Salto triplo             | Roman Valiyev · Cazaquistão                                                          | 16.32      | Amarjeet Singh · Índia                                                                      | 16.24    | Theerayut Philakong · Tailândia                                                 | 16.04    |
| Arremesso de peso (6 kg) | Ahmad Gholoum · Kuwait                                                               | 18.55      | Om Prakash Karhana · Índia                                                                  | 18.37    | Yao Yongguang · China                                                           | 18.16    |
| Heptatlo                 | P. J. Vinod · Índia                                                                  | 5561 pts = | Hadi Sepehrzad Irão                                                                         | 5515 pts | Hiromasa Tanaka · Japão                                                         | 5306 pts |

Feminino
| Evento                   | Ouro                                                             | Ouro      | Prata                                                                                       | Prata    | Bronze                                                                                        | Bronze   |
| 60 m                     | Roqaya Al-Gassra · Bahrein                                       | 7.40 ,    | Wang Yingju · China                                                                         | 7.47     | Nongnuch Sanrat · Tailândia                                                                   | 7.49     |
| 400 m                    | Roqaya Al-Gassra · Bahrein                                       | 53.28 ,   | Marina Maslyonko · Cazaquistão                                                              | 53.38    | Mandeep Kaur · Índia                                                                          | 54.28    |
| 800 m                    | Sinimol Paulose · Índia                                          | 2:03.43 , | Sushma Devi · Índia                                                                         | 2:04.66  | Margarita Matsko · Cazaquistão                                                                | 2:04.85  |
| 1500 m                   | Sinimol Paulose · Índia                                          | 4:15.42 , | Sushma Devi · Índia                                                                         | 4:21.78  | Sara Bakheet · Bahrein                                                                        | 4:26.70  |
| 3000 m                   | Preeja Sreedharan · Índia                                        | 9:12.26 , | Kavita Raut · Índia                                                                         | 9:26.01  | Sara Bakheet · Bahrein                                                                        | 9:40.47  |
| 60 m com barreiras       | Liu Jing · China                                                 | 8.31      | Anastassiya Soprunova · Cazaquistão                                                         | 8.34     | Leelavathi Veerappan · Índia                                                                  | 9.21     |
| Revezamento 4x400 m      | Índia · Mandeep Kaur · Manjit Kaur · Sini Jose · Chitra K. Soman | 3:37.46   | Cazaquistão · Tatyana Azarova · Marina Maslyonko · Viktoriya Yalovtseva · Anna Gavriushenko | 3:38.10  | Tailândia · Jutamass Tawoncharoen · Saowalee Kaewchuay · Kanya Harnthong · Treewadee Yongphan | 3:43.22  |
| Salto em altura          | Tatyana Efimenko · Quirguistão                                   | 1.91      | Anna Ustinova · Cazaquistão                                                                 | 1.91     | Yekaterina Yevseyeva · Cazaquistão                                                            | 1.88     |
| Salto com vara           | Ikuko Nishikori · Japão                                          | 4.10      | Roslinda Samsu · Malásia                                                                    | 4.10     | Takayo Kondo · Japão                                                                          | 4.10     |
| Salto em distância       | Chen Yaling · China                                              | 6.39      | Anju Bobby George · Índia                                                                   | 6.38     | M. A. Prajusha · Índia                                                                        | 6.09     |
| Salto triplo             | Olga Rypakova · Cazaquistão                                      | 14.23     | Li Qian · China                                                                             | 13.76    | Liu Yanan · China                                                                             | 13.39    |
| Arremesso de peso (6 kg) | Gong Lijiao · China                                              | 18.12     | Iolanta Ulyeva · Cazaquistão                                                                | 15.99    | Juttaporn Krasaeyan · Tailândia                                                               | 14.73    |
| Pentatlo                 | Irina Naumenko · Cazaquistão                                     | 4235 pts  | Wassana Winatho · Tailândia                                                                 | 4184 pts | Olga Lapina · Cazaquistão                                                                     | 3906 pts |

## Quadro de medalhas
| Ordem | País                   | Ouro | Prata | Bronze |    |
| 1     | Índia                  | 5    | 9     | 3      | 17 |
| 2     | China                  | 5    | 2     | 2      | 9  |
| 3     | Cazaquistão            | 4    | 6     | 4      | 14 |
| 4     | Catar                  | 3    | 0     | 4      | 7  |
| 5     | Bahrein                | 3    | 0     | 2      | 5  |
| 6     | Japão                  | 2    | 1     | 3      | 6  |
| 7     | Arábia Saudita         | 2    | 0     | 1      | 3  |
| 8     | Kuwait                 | 1    | 1     | 0      | 2  |
| 9     | Quirguistão            | 1    | 0     | 0      | 1  |
| 10    | Irão                   | 0    | 2     | 0      | 2  |
| 11    | Tailândia              | 0    | 1     | 4      | 5  |
| 12    | Paquistão              | 0    | 1     | 1      | 2  |
| 13    | Hong Kong              | 0    | 1     | 0      | 1  |
| 13    | Malásia                | 0    | 1     | 0      | 1  |
| 13    | Síria                  | 0    | 1     | 0      | 1  |
| 16    | Emirados Árabes Unidos | 0    | 0     | 1      | 1  |
| 16    | Uzbequistão            | 0    | 0     | 1      | 1  |
| Total | Total                  | 26   | 26    | 26     | 78 |

## Participantes
Um total de 202 atletas de 29 nacionalidades participaram do evento.
- Bahrein (10)
- China (16)
- Taipé Chinesa (3)
- Hong Kong (6)
- Índia (31)
- Indonésia (3)
- Irão (5)
- Iraque (3)
- Japão (12)
- Jordânia (2)
- Cazaquistão (23)
- Kuwait (8)
- Quirguistão (4)
- Laos (2)
- Líbano (2)
- Macau (1)
- Malásia (3)
- Maldivas (2)
- Omã (3)
- Paquistão (5)
- Palestina (1)
- Catar (19)
- Arábia Saudita (11)
- Singapura (3)
- Síria (3)
- Tajiquistão (3)
- Tailândia (12)
- Emirados Árabes Unidos (3)
- Uzbequistão (3)

Legenda
| Recorde mundial       | Recorde mundial (World record)               |                       | Recorde africano                      | Recorde africano (African) |                                           | Q | Classificado por posição (Qualified) |
| Recorde do campeonato | Recorde do campeonato (Championship record)  | Recorde da América    | Recorde da América (Americas)         | q                          | Classificado por melhor tempo (Qualified) |   |                                      |
| Melhor marca do ano   | Melhor marca do ano (World leading)          | Recorde asiático      | Recorde asiático (Asian)              | DNS                        | Não largou (Did not start)                |   |                                      |
| Recorde nacional      | Recorde nacional (National record)           | Recorde europeu       | Recorde europeu (European)            | DNF                        | Não terminou (Did not finish)             |   |                                      |
| Recorde pessoal       | Recorde pessoal do atleta (Personal best)    | Recorde da Oceania    | Recorde da Oceania (Oceania)          | DSQ / DQ                   | Desclassificado (Disqualified)            |   |                                      |
| Recorde da temporada  | Recorde da temporada do atleta (Season best) | Recorde sul-americano | Recorde sul-americano (South America) | NM                         | Sem marca (No mark)                       |   |                                      |